# Yang Hao (piłkarz)
Yang Hao  (chin. upr. 杨昊, chin. trad. 楊昊, pinyin Yáng Hào; ur. 19 sierpnia 1983 w Pekinie) – chiński piłkarz występujący na pozycji pomocnika. Zawodnik klubu Jiangsu Sainty.

## Kariera klubowa
Yang zawodową karierę rozpoczynał w 2002 roku w zespole Beijing Guo’an z Chinese Jia-A League. W 2003 roku zmienił Beijing Guo’an nazwę na Beijing Hyundai. W 2004 roku Yang rozpoczął z nim starty w nowo powstałej lidze Chinese Super League. W debiutanckim sezonie w tych rozgrywkach wystąpił 19 razy i strzelił 1 gola, a w lidze zajął z klubem 7. miejsce. W tamtym sezonie zdobył z nim także Superpuchar Chin. W 2006 roku klub powrócił do nazwy Beijing Guo’an. W 2007 roku Yang wywalczył z nim wicemistrzostwo Chin, a w 2009 roku zdobył mistrzostwo Chin. Następnie grał w Guangzhou Evergrande i Guizhou Renhe, a w 2014 przeszedł do Jiangsu Sainty.

## Kariera reprezentacyjna
W reprezentacji Chin Yang zadebiutował 1 czerwca 2009 roku w wygranym 1:0 towarzyskim meczu z Iranem.
W 2011 roku został powołany do kadry na Puchar Azji.